# Горі (Цюрих)
Горі (нім. Höri ZH) — громада  в Швейцарії в кантоні Цюрих, округ Бюлах.

## Географія
Громада розташована на відстані близько 105 км на північний схід від Берна, 16 км на північ від Цюриха.
Горі має площу 4,8 км², з яких на 18,7% дозволяється будівництво (житлове та будівництво доріг), 59,3% використовуються в сільськогосподарських цілях, 12,6% зайнято лісами, 9,4% не є продуктивними (річки, льодовики або гори).

## Демографія
2019 року в громаді мешкало 2872 особи (+17% порівняно з 2010 роком), іноземців було 33,9%. Густота населення становила 600 осіб/км².
За віковим діапазоном населення розподілялося таким чином: 19,9% — особи молодші 20 років, 65,1% — особи у віці 20—64 років, 15% — особи у віці 65 років та старші. Було 1163 помешкань (у середньому 2,4 особи в помешканні).
Із загальної кількості 1266 працюючих 33 було зайнятих в первинному секторі, 619 — в обробній промисловості, 614 — в галузі послуг.